# 地球オーケストラ
「地球オーケストラ」（ちきゅうオーケストラ）は、KUSU KUSUの通算2枚目のシングル。1991年4月25日にポリスターから発売された。

## 解説
テレビアニメ『らんま1/2熱闘編』オープニングテーマ。また同アニメの早乙女乱馬役の山口勝平が『らんま1/2 格闘歌かるた』（1992年10月21日リリース）内でカヴァーしている。
ベストアルバム『JAMBO 〜BEST OF KUSU KUSU〜』に収録されており、他にも3rdアルバム『cajon』に地球オーケストラ（N.Y.C.mix）が収録されている。またc/wの「子供達へ」は1stアルバム『光の国の子供達』と6thアルバム『GROOVE MARKET』に収録されている。

## 収録曲
1. 地球オーケストラ [3:46]
作詞：次郎、作曲：まこと、編曲：Kusu Kusu
  - テレビアニメ『らんま1/2熱闘編』オープニングテーマ
2. 子供達へ（アコースティックバージョン） [4:40]
作詞：次郎、作曲：MU、編曲：Kusu kusu

| テレビアニメ『らんま1/2熱闘編』オープニングテーマ 1991年4月5日 - 1991年10月25日 |                                |                                     |
| 前作: 早坂好恵 「絶対!Part2」                                                   | KUSU KUSU 「地球オーケストラ」 | 次作: 瀬能あづさ 「もう泣かないで」 |